# L'Alliance (roman)
Pour les articles homonymes, voir L'Alliance.
L'Alliance (titre original : Captain Vorpatril's Alliance) est un roman de science-fiction de l'écrivain américain Lois McMaster Bujold, paru en 2012. Il fait partie de la Saga Vorkosigan dont il constitue le dix-huitième volet suivant l'ordre chronologique de l'univers de la Saga Vorkosigan.

## Résumé
Le capitaine Ivan Xav Vorpatril, sur une requête de Byerly Vorrutyer, agent de renseignement de la SecImp de Barrayar, fait usage de ses dons envers le sexe féminin pour approcher Nanja Brindis, une jeune femme dont la vie serait en danger d'après Byerly. Cette mission, que ce dernier avait présentée comme assez simple, se révèle en fait plutôt périlleuse et surtout d'une complexité bien plus grande lorsqu'Ivan découvre l'identité secrète de Nanja : elle est l'une des filles du baron Shiv Arqua de la maison Cordonah, maison qui vient d'être renversée il y a peu par la maison Prestene qui tente d'en éliminer tous les membres.

## Éditions
- Captain Vorpatril's Alliance, Baen Books, 6 novembre 2012, 432 p.  (ISBN 978-1-4516-3845-5)
- L'Alliance, J'ai lu, coll. « Nouveaux Millénaires », 29 octobre 2014, trad. Sandy Julien, 544 p.  (ISBN 978-2290075395)
- L'Alliance, J'ai lu, coll. « Science-fiction » no 11375, 9 mars 2016, trad. Sandy Julien, 510 p.  (ISBN 978-2290075401)